# Valujera
Valujera es una localidad del municipio burgalés de Valle de Tobalina, en la Comunidad Autónoma de Castilla y León (España).

## Localidades limítrofes
Confina con las siguientes localidades:
- Al norte con Lechedo.
- Al noreste con Quintana-Entrepeñas.
- Al sur con Pedrosa de Tobalina.
- Al oeste con Villarán.
- Al noroeste con Ael.

## Demografía
Evolución de la población
| Gráfica de evolución demográfica de Valujera entre 2000 y 2017     |
|                                                                    |
| Población de derecho (2000-2017) según el padrón municipal del INE |

## Historia
Así se describe a Valujera en el tomo XV del Diccionario geográfico-estadístico-histórico de España y sus posesiones de Ultramar, obra impulsada por Pascual Madoz a mediados del siglo XIX:

Villa en la provincia, audiencia territorial, capitanía general y diócesis de Burgos (15 leguas), partido judicial de Villarcayo (4), ayuntamiento del valle de Tobalina (2). Situada entre 2 colinas, con buena ventilación y clima frío, pero sano; las enfermedades comunes son reumas y catarros. Tiene 15 casas, y una iglesia parroquial (Nuestra Señora del Rosario) servida por un cura párroco. El término confina N Lechedo; E Pedrosa; S Arroyuelo, y O Villarán. El terreno es de mediana calidad; participa de llano y monte poblado de roble y mata baja. Los caminos son locales. Producciones: cereales, legumbres y patatas; cría ganado cabrío y caza menor. Población: 7 vecinos, 26 almas. Capital productivo: 108.200 reales. Imponible: 10.993.
Diccionario geográfico-estadístico-histórico de España y sus posesiones de Ultramar